# Elisabeth Freeman
Elisabeth Freeman (Hatfield, 12 settembre 1876 – Pasadena, 27 febbraio 1942) è stata un'attivista statunitense militante nel movimento per il suffragio femminile.
Avvicinatasi in Inghilterra al movimento per il voto alle donne, riportò la propria esperienza negli Stati Uniti, dove fu protagonista, con Rosalie Gardiner Jones ed altre, delle Suffrage Hikes. Entrata in contatto con la National Association for the Advancement of Colored People (NAACP), indagò per essa sul linciaggio di Jesse Washington. Il suo rapporto fu alla base del resoconto che William Edward Burghardt Du Bois pubblicò sull'accaduto.

## Biografia

### Primi anni
Nacque nel 1876 in Inghilterra da Mary Hall Freeman, una donna che era stata abbandonata dal marito; negli anni ottanta dell'Ottocento si trasferì a Long Island (New York) insieme alla madre e ai suoi due fratelli, John e Jane. La madre trovò impiego in un orfanotrofio, nel quale vissero anche i tre bambini. Le ristrettezze economiche della famiglia non permisero ad Elisabeth di frequentare l'università. Partecipò invece alle attività dell'organizzazione umanitaria Esercito della Salvezza, nel cui ambito era peraltro affermata un'ideologia di uguaglianza tra uomini e donne.

### Suffragetta in Inghilterra

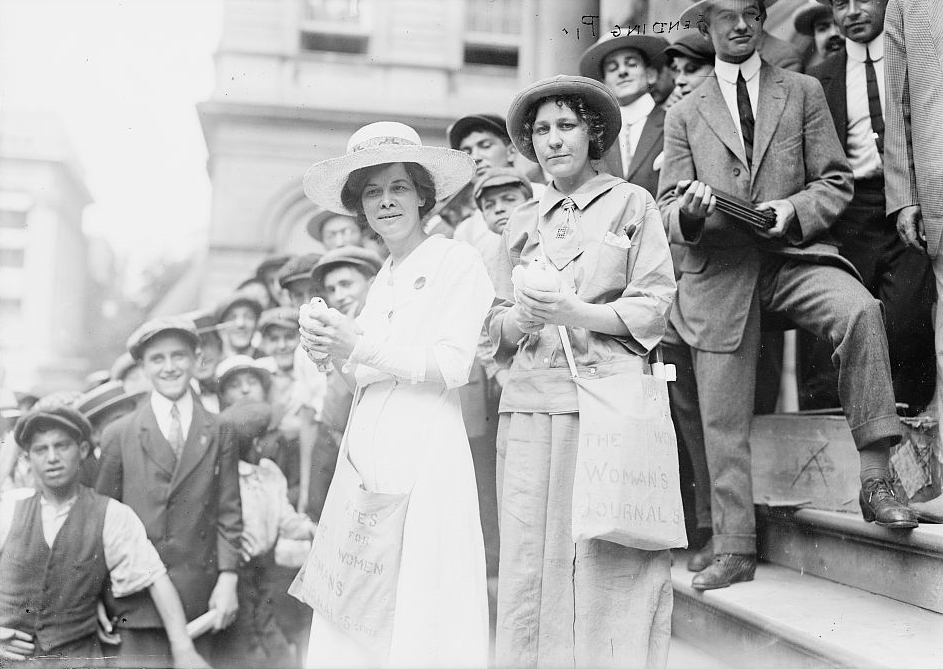
Con Elsie McKenzie a Londra nel 1913.

Nel 1905 fece ritorno con la madre in Inghilterra, dove si avvicinò al movimento per il diritto di voto delle donne. Secondo un aneddoto, raccontato dalla stessa Freeman, mentre era su un autobus a Londra, vide un poliziotto picchiare una donna; intervenuta in sua difesa, venne con lei arrestata. Questa esperienza rappresentò il primo passo verso una vita dedicata all'attivismo in favore dei diritti delle donne.
Nella capitale britannica partecipò alle attività della Women's Social and Political Union (WSPU), sia alle manifestazioni e agli incontri pacifici, sia ad alcuni episodi violenti - come l'appiccare il fuoco alle abitazioni dei politici o il lancio di sassi contro le loro carrozze. In particolare, difese la necessità di tali azioni dimostrative, che mai - affermò - misero in pericolo la vita di altri. Arrestata ben nove volte, fu tradotta due volte nella prigione di Holloway, dove, con altre, intraprese uno sciopero della fame e fu alimentata forzatamente.
Partecipò agli eventi del Black Friday, quando il 18 novembre 1910 la polizia fece ricorso alla forza per reprimere una manifestazione di 300 suffragette a Londra. Pubblicò il resoconto dell'evento sul Woman's Journal statunitense. In Europa, Elisabeth Freeman visitò anche la Francia e la Germania e si interessò inoltre delle condizioni delle prigioni inglesi e tedesche.

### Suffragetta negli Stati Uniti

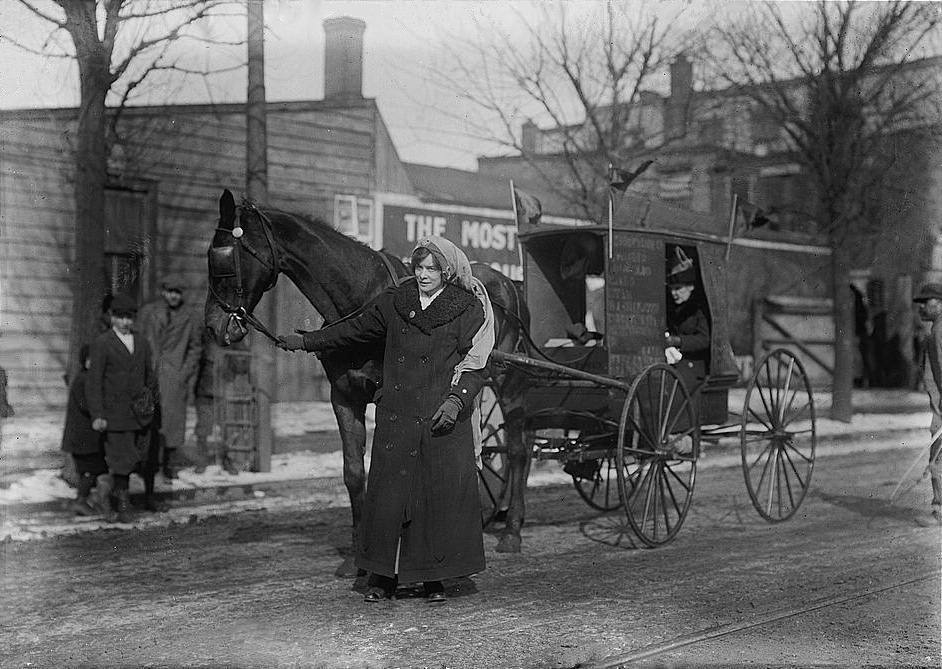
Nel 1913, durante le Suffrage Hikes.

Nel settembre del 1911 tornò negli Stati Uniti, dove fu assunta da Carrie Chapman Catt della National American Woman Suffrage Association. Divenuta un riferimento nel movimento a New York, cercò di conquistare il favore dei media attraverso azioni dimostrative che generassero curiosità e scalpore. Per un certo periodo esercitò l'attività di giornalista per il Woman's Journal, in modo da riuscire a sostenere economicamente anche la madre; Elisabeth Freeman, infatti, non possedeva la disponibilità economica propria di altre sue compagne.
Strinse amicizia con Rosalie Gardiner Jones, con la quale nell'estate del 1912 attraversò l'Ohio a bordo di un carretto giallo trainato da un cavallo chiamato Suffragette, con l'obiettivo di creare consenso a favore di un emendamento, in discussione all'assemblea legislativa statale, che avrebbe dovuto attribuire il diritto di voto alle donne dello stato. Non ebbero successo, ma nel 1913 le due donne si resero protagoniste, con Emma Bugbee, Ida Craft ed altre compagne, di un'azione dimostrativa analoga: percorsero a gruppi il tragitto da New York a Washington su un carro gitano, lanciando alla popolazione volantini e manifesti inneggianti al voto alle donne.
Le marce, note come Suffrage Hikes vennero filmate nel documentario On to Washington (1913) e parteciparono alla manifestazione in favore del suffragio femminile del 3 marzo che disturbò l'arrivo in città, in previsione della cerimonia d'insediamento come presidente del giorno seguente, di Woodrow Wilson. Nel 1914, la Freeman conobbe William Edward Burghardt Du Bois e entrò in contatto a New York con la National Association for the Advancement of Colored People (NAACP). Nell'aprile del 1916, visitò il Texas, per partecipare all'organizzazione di alcuni circoli femministi locali, ingaggiata dalla Woman's Suffrage Association of Texas, al cui congresso annuale a Dallas assistette tra il 10 e il 12 maggio.

### Collaborazione con la NAACP
Elisabeth Freeman si trovava ancora in Texas, quando, il 16 maggio 1916, Jesse Washington, diciassettenne afroamericano condannato per l'omicidio di una donna bianca, fu torturato e ucciso nella piazza antistante il municipio di Waco, dopo che una folla di persone lo aveva prelevato dall'aula di tribunale in cui era stata pronunciata la sentenza. La National Association for the Advancement of Colored People (NAACP) allora la assunse per condurre un'inchiesta sull'accaduto e lei, fingendosi una giornalista, raccolse interviste sul linciaggio tra gli abitanti della città. Si fece anche ricevere dalle autorità cittadine, convincendole che il suo obiettivo, una volta tornata a New York, fosse difendere Waco dalle critiche che gli venivano mosse.
Riuscì anche ad ottenere le immagini che un fotografo del posto aveva scattato durante il linciaggio. Elisabeth Freeman, attraverso la sua indagine, stabilì che la comunità bianca era nel complesso favorevole al linciaggio di Washington, anche se in molti avevano espresso disgusto per le mutilazioni inferte al ragazzo. Sebbene la NAACP avesse scelto poi di non rivelare le loro identità, la Freeman era riuscita anche a individuare chi aveva diretto la folla: un muratore, il gestore di un saloon, e diversi impiegati di una compagnia che commerciava ghiaccio. La sua inchiesta concluse che la vittima del linciaggio era veramente colpevole dell'omicidio, un gesto che trovava la sua motivazione nella prepotenza che aveva subito dalla vittima.

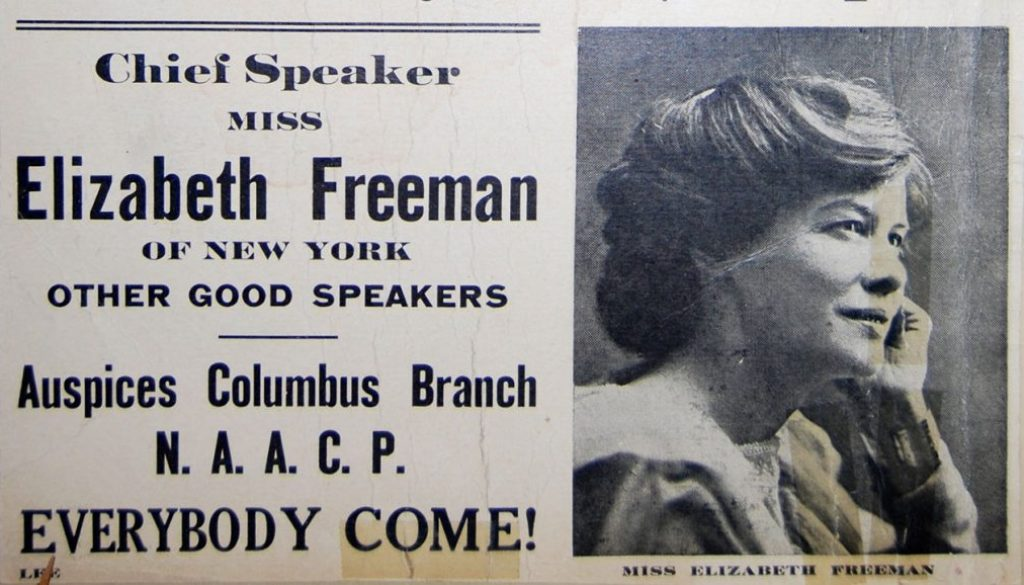
Manifesto della NAACP che reclamizza un discorso di Elisabeth Freeman.

Ricevuto il rapporto di Elisabeth Freeman, W.E.B. Du Bois pubblicò su The Crisis, la rivista della NAACP, un resoconto del linciaggio, includendo le interviste raccolte dalla Freeman a Waco, ma senza nominarla. Elisabeth continuò poi a collaborare con la NAACP, tenendo conferenze in tutti gli Stati Uniti sul linciaggio di Jesse Washington. Candidata ad ottenere una posizione di rilievo nell'associazione, fu battuta da James Weldon Johnson.
Inoltre, la NAACP optò per una differente strategia comunicativa che alle cruente descrizioni dei linciaggi affiancò le immagini positive di quei membri delle forze dell'ordine che ne avevano efficacemente impediti altri. Così, concentrò la propria campagna mediatica sulla figura dello sceriffo Sherman Eley, che, a Lima (in Ohio), aveva efficacemente difeso un detenuto di colore dalla folla che voleva linciarlo: il ruolo di Elisabeth Freeman nell'associazione scemò lentamente in secondo piano.

### Gli anni successivi e la morte
Alle elezioni presidenziali del 1916 appoggiò il candidato repubblicano Charles Evans Hughes, che fu sconfitto dal democratico Woodrow Wilson. Negli anni tra il 1917 e il 1919 partecipò quindi alle attività dell'organizzazione politica pacifista People's Council, opponendosi soprattutto all'ingresso e alla partecipazione statunitense alla prima guerra mondiale. Dopo il 1920 la sua figura si eclissò, anche a causa dell'oppressione politica e culturale al movimento radicale per i diritti civili. Si ritirò a vivere ad Altadena, in California, dove partecipò alle attività della sezione locale del National Woman's Party. Morì il 27 febbraio 1942 a causa di una trombosi coronarica, ricoverata in un ospedale di Pasadena senza nessuno accanto che la conoscesse. Risulta dai registri dell'ospedale che non c'era nessuno con lei che conoscesse la sua età, il nome dei suoi genitori o il luogo della sua nascita. Fu cremata su disposizioni del fratello.